# Bromberg (Basse-Autriche)
Pour les articles homonymes, voir Bromberg (homonymie).
Bromberg est une commune autrichienne du district de Wiener Neustadt-Land en Basse-Autriche.